# Rhadamsadès
Tiberius Julius Rhadamsadès (grec ancien : Τιβέριος Ἰούλιος Ραδαμσαδης) ou Radamsadès est un roi du Bosphore ayant régné d'environ 308/309 à 322.

## Origine
L'origine précise de Rhadamsadès est inconnue. On peut remarquer que son nom se rapproche de celui du roi du IIe siècle Rhadamiste Ier d'Ibérie et de celui de son homonyme Rhadamiste, roi d'Arménie. Christian Settipani émet l'hypothèse qu'il est un fils de son prédécesseur Thothorsès, dont la fille Nana avait épousé le roi Mirvan III d'Ibérie, ce qui implique des relations entre les deux cours. Dans ce contexte, Rhadamsadès aurait régné conjointement avec son frère (?) Rhescuporis V, qui porte lui un nom dynastique traditionnel.

## Règne
Rhadamsadès règne selon ses émissions monétaires qui sont associées à l'empereur Constantin Ier de l'année 605 à l'année 619 de l'« ère du Pont », utilisée dans le royaume du Bosphore. Les pièces de bronze portent la légende « ΒΑΣΙΛΕΩΣ ΡΑΔΑΜΣΑΔΗΣ » avec à l'avers une tête diadémée du roi à droite, et au revers un buste de Constantin également à droite lauré radié ou avec un diadème, avec devant lui un sceptre et la date.
Le roi Rhadamsadès est également mentionné dans deux inscriptions trouvées à Kertch en 1829 et 1832, mais leur état de conservation ne permet pas de les exploiter.